# Queens Borough Public Library
Queens Borough Public Library (QBPL) er det offentlige bibliotek for bydelen Queens i New York. Siden oprettelsen af det første folkebibliotek i Queens i 1858 er QBPL blevet et af de største offentlige biblioteker i USA, med 63 lokale afdelinger over hele bydelen. Efter størrelse på samlingen er QBPL det næststørste bibliotek i landet.
Eftersom en stor andel af bydelens befolkning er immigranter, er en stor del af bibliotekets samling på andre sprog end engelsk, specielt spansk.